# قلم پلاسما

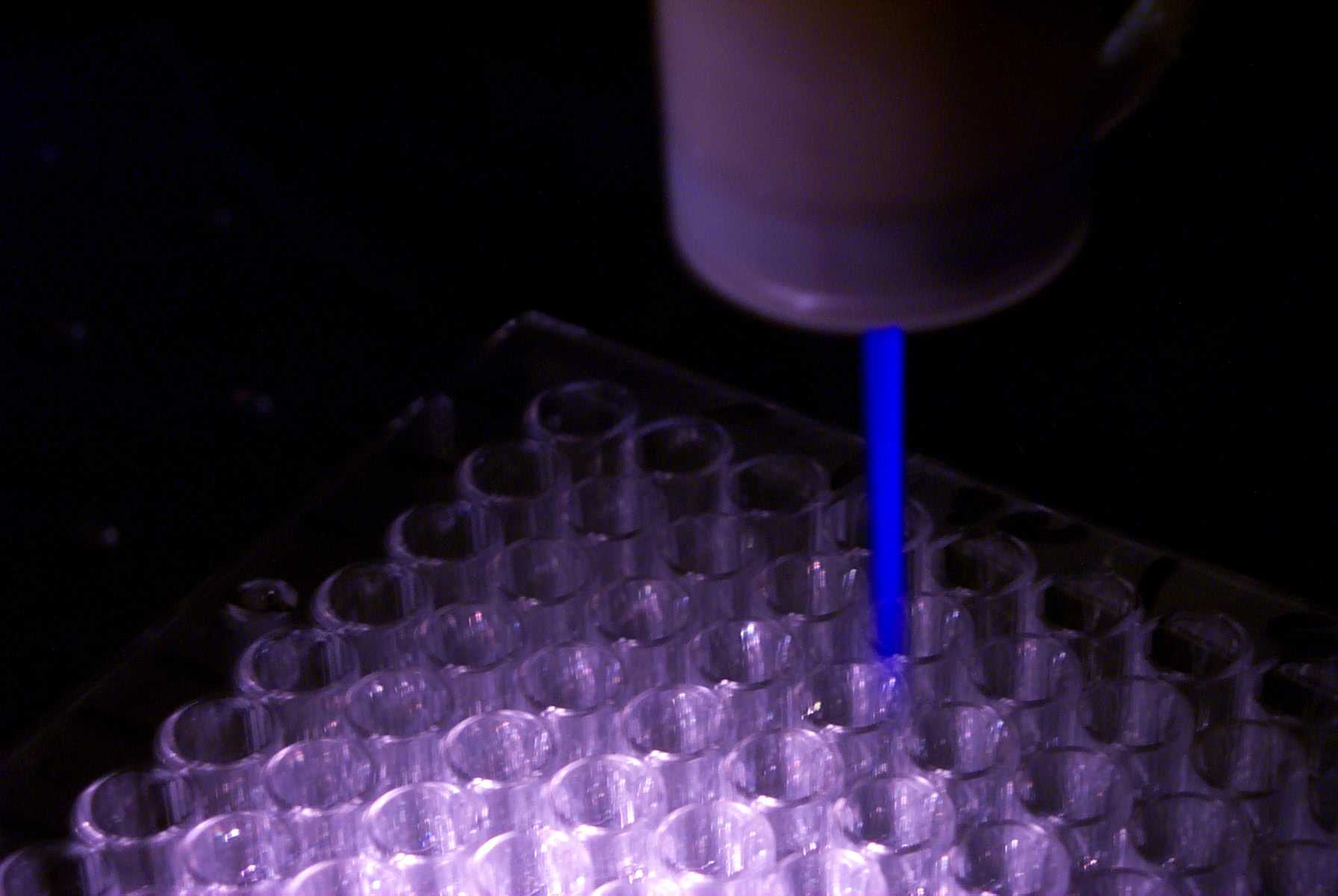
قلم پلاسما

قلم پلاسما یا مداد پلاسما (به انگلیسی: plasma pencil) یک لوله دی‌الکتریک است که در آن دو الکترود قرص‌شکل با قطر تقریباً یکسان لوله وارد شده و با یک شکاف کوچک از یکدیگر جدا می‌شوند. هر دو الکترود از یک حلقه مسی نازک ساخته شده است که به سطح قرص دی‌الکتریک سوراخ‌دار مرکزی متصل است. وقتی پالس‌های ولتاژ بالا به پهنای نانوثانیه با فرکانس تکرار کیلوهرتزی بین دو الکترود اعمال می‌شود و یک گاز مخلوط (مانند هلیوم و اکسیژن) از سوراخ الکترودها عبور داده می‌شود، پلاسما مشتعل می‌شود. هنگامی که یک پلاسما در شکاف بین الکترودها مشتعل می‌شود، طول ستون پلاسما به 12 سانتی‌متر رسیده و از طریق دیافراگم الکترود خارجی به هوای محیط اطراف راه می‌یابد. از ستون پلاسمای سرد منتشر شده توسط قلم پلاسما می‌توان برای از بین بردن باکتری‌ها بدون آسیب رساندن به بافت پوست استفاده کرد.
کاربردهای مداد پلاسما شامل ترمیم زخم، از بین بردن باکتری‌های دهان و اصلاح سطح کنترل‌شده مواد حساس به حرارت است. مداد پلاسما توسط مونیر لاروسی، استاد علوم پلاسما در دانشگاه اولد دامینیون در ایالات متحده آمریکا اختراع شد.